# Birkenkopf
Birkenkopf è una delle colline che circondano la città di Stoccarda. Alta 511 metri s.l.m., su di essa sono state accumulate le macerie degli edifici bombardati durante la seconda guerra mondiale.
Sulle macerie è stata posta una lapide, la quale recita:

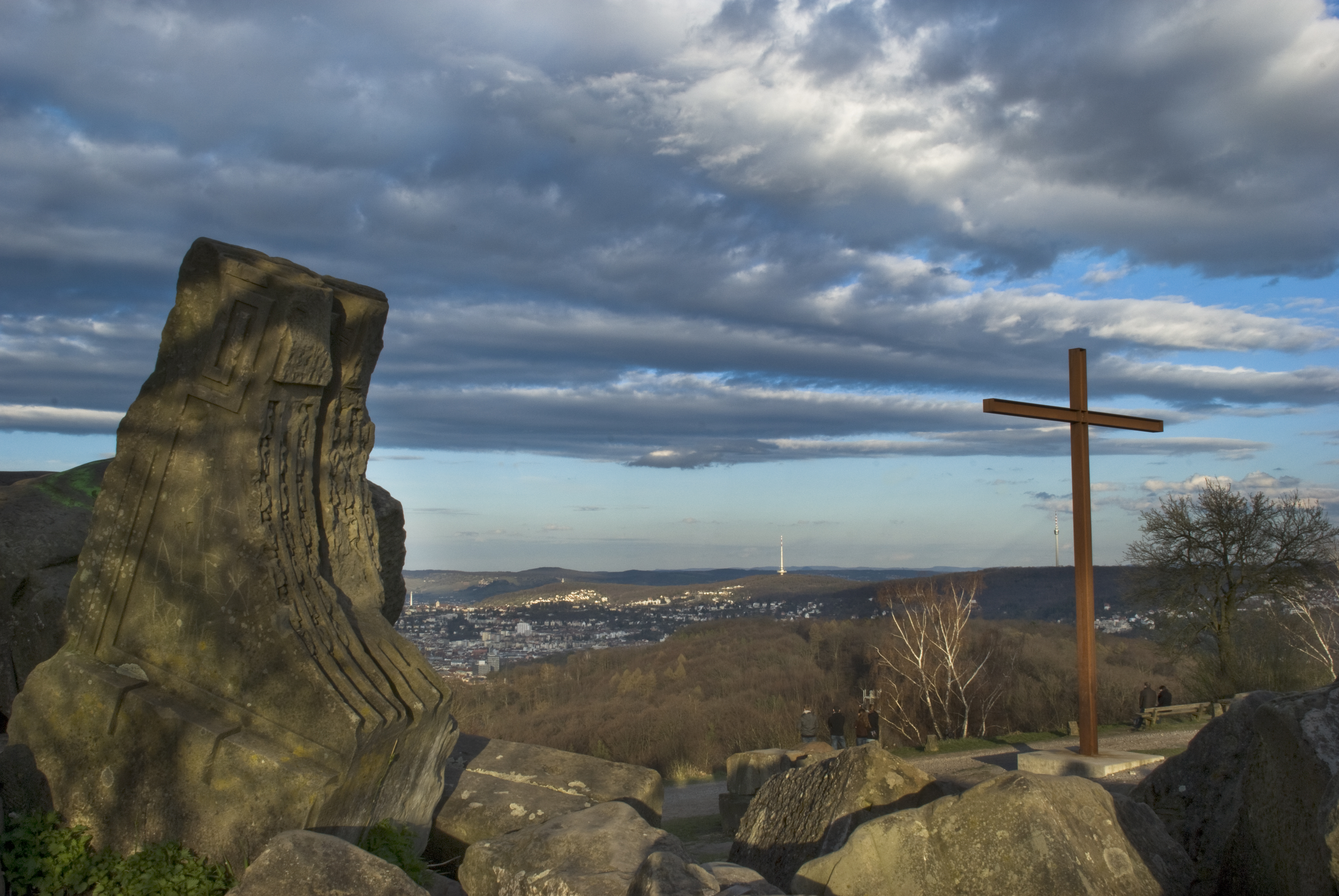
Birkenkopf - Croce
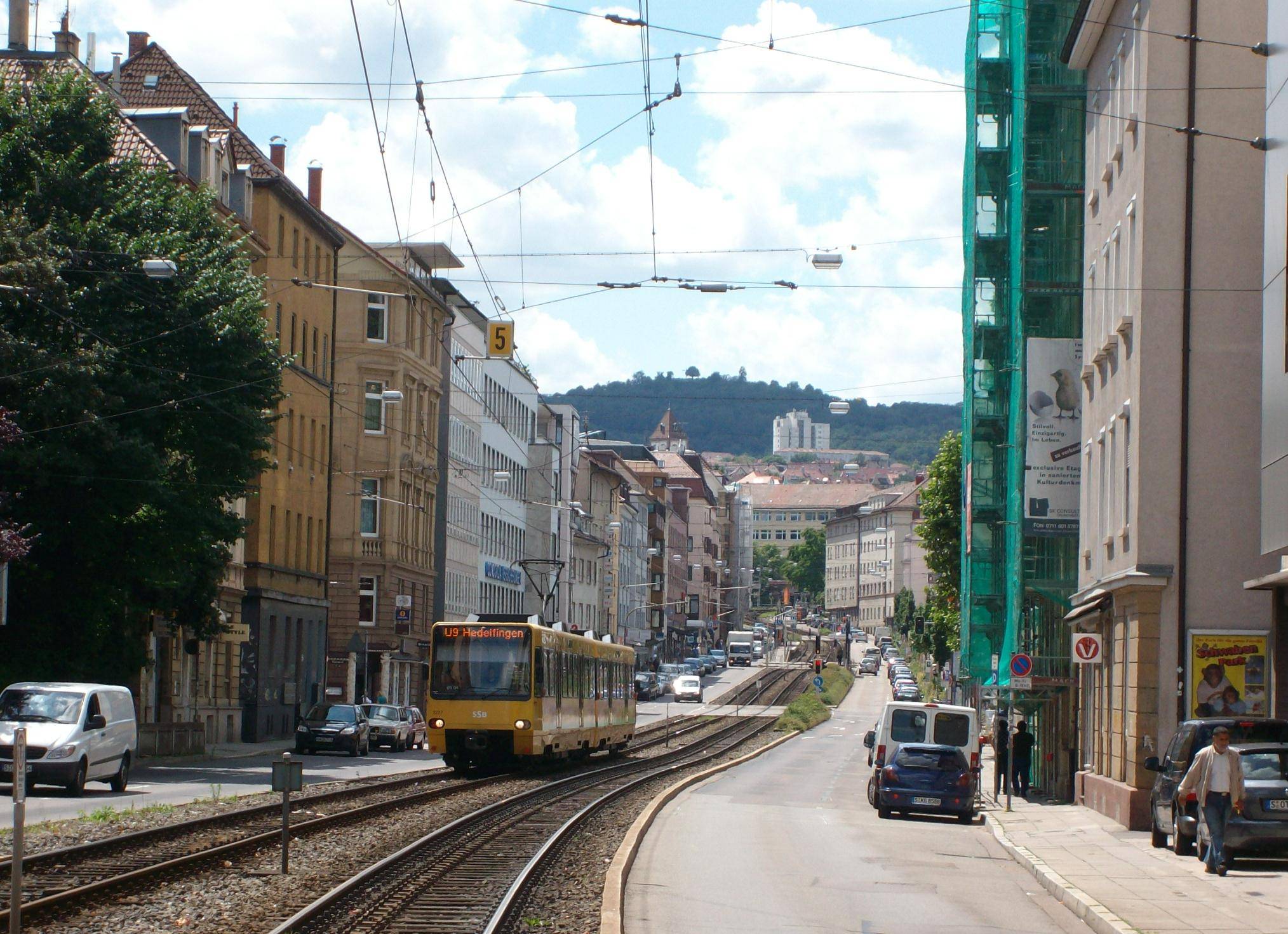
Vista da Berliner Platz
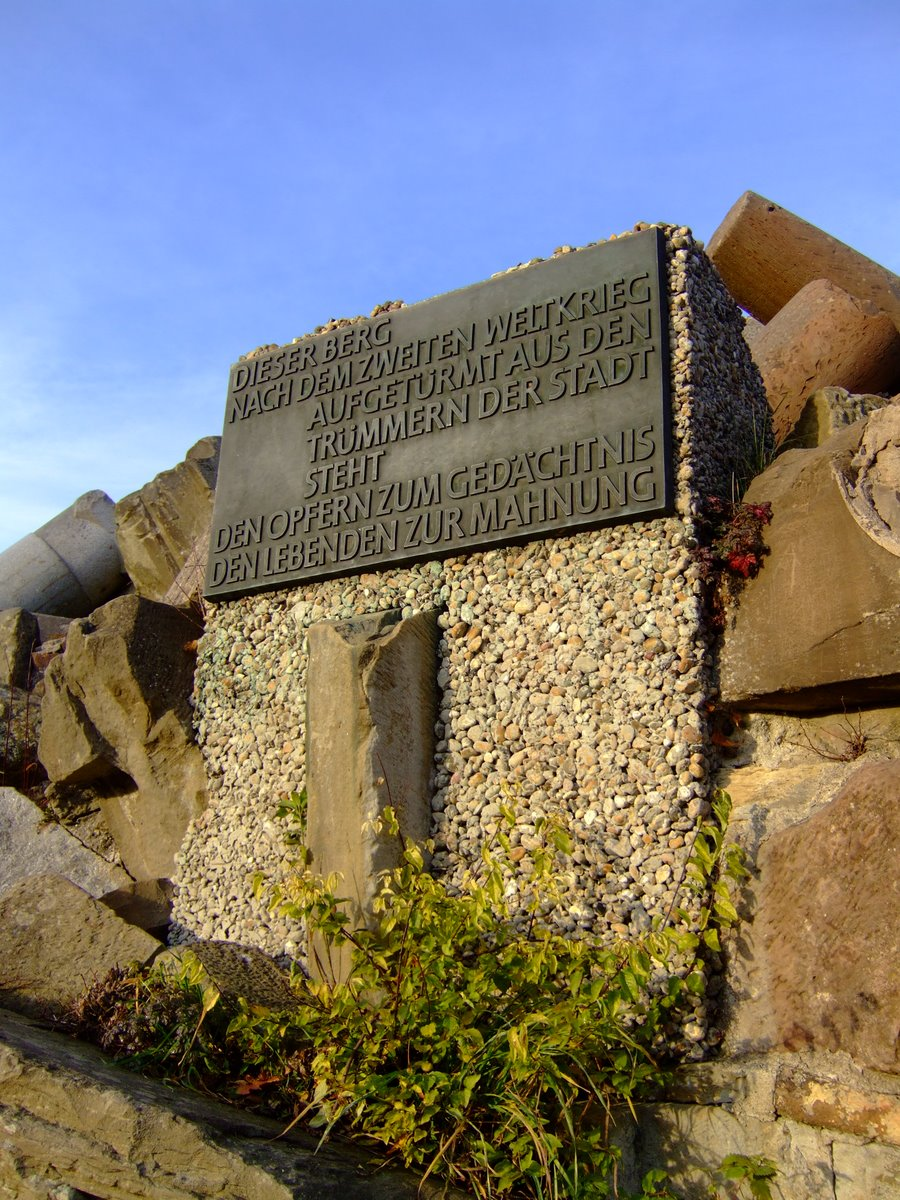
Lapide commemorativa al Birkenkopf
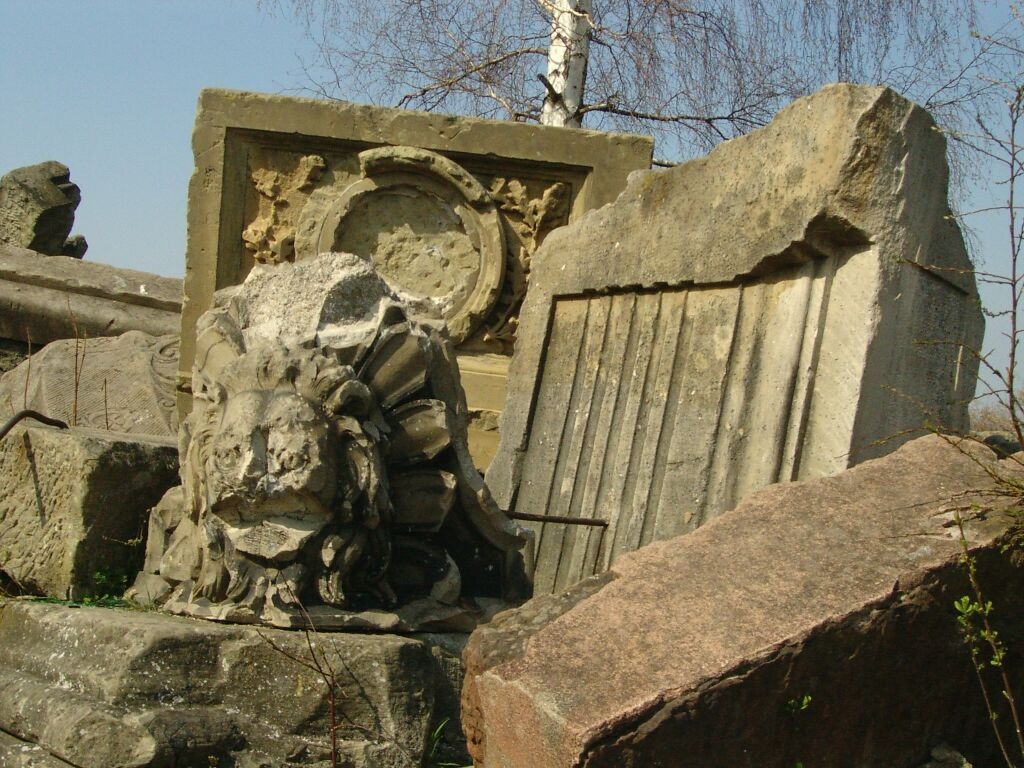
Macerie della guerra sul Birkenkopf